# Флавий Анастасий Павел Проб Сабиниан Помпей Анастасий
Фла́вий Анаста́сий Па́вел Про́б Сабиниа́н Помпе́й Анаста́сий (лат. Flavius Anastasius Paulus Probus Sabinianus Pompeius Anastasius) (упоминается в 517) — государственный деятель Восточной Римской империи.
Анастасий был сыном Сабиниана, консула 505 года, и племянником императора Анастасия I. Согласно другим исследованиям, он мог быть внучатым племянником Анастасия и братом Флавия Анастасия Павла Проба Мосхиана Проба Магна, консула 518 года.
Занимал пост консула в 517 году. Один из его консульских диптихов хранится в Национальной библиотеке Франции. Согласно надписям (Corpus Inscriptionum Latinarum, тома V и XIII), ему был присвоен сан comes domesticorum equitum.